# هیرام رودز رولوز
هیرام رودز رولوز (به انگلیسی: Hiram Rhodes Revels) سناتور سابق عضو حزب جمهوری‌خواه ایالات متحده آمریکا بود. وی در سال ۱۸۷۰ تا ۱۸۷۱ میلادی سناتور ایالت میسیسیپی در سنای ایالات متحده آمریکا بود.